# Tània Dangalakova
Tània Dangalakova (búlgar: Таня Дангалакова)  (Sofia, 30 de juny de 1964), de soltera Tània Bogomilova, és una nedadora búlgara, ja retirada, especialista en braça, primera campiona olímpica búlgara en natació.
El 1980 va prendre part en els Jocs Olímpics d'Estiu de Moscou on va disputar tres proves del programa de natació. Destaca la vuitena posició en els 4x100 metres estils, mentre en els 100 i 200 metres braça quedà eliminada en sèries. El boicot del bloc soviètic als Jocs de Los Angeles de 1984 va endarrerir la seva segona, i darrera, participació en uns Jocs als de Seül de 1988. En ells va prendre part en tres proves del programa de natació. En els 100 metres braça guanyà la medalla d'or, en superar en la final la seva compatriota Antoaneta Frenkeva i l'alemanya Silke Hörner, mentre en els 200 metres braça fou quarta i en els 4x100 metres estils sisena.
En el seu palmarès també destaquen una medalla de plata i una de bronze al Campionat del Món de natació de 1986 i set medalles en el Campionat d'Europa de natació, una d'or, una de plata i cinc de bronze, entre les edicions de 1983 i 1991. A les Universíades de 1985 guanyà dues medalles d'or i una de bronze.
Es retirarà el 1991 i posteriorment va treballar com a entrenadora a Grècia. Entre el 2003 i el 2018 fou secretària general de la Federació Búlgara de Natació, alhora que és membre de la Comissió Tècnica de Natació en Aigües Obertes de la FINA.